# Ferdinand de Macar
Baron Ferdinand Charles Antoine Balthasar Guillaume de Macar (Valenciennes, 13 december 1830 - Brussel, 30 maart 1913) was een Belgisch industrieel, burgemeester en volksvertegenwoordiger.

## Biografie

### Familie
Baron Ferdinand de Macar, lid van de familie de Macar, was de enige zoon, naast twee dochters, van industrieel, gouverneur en senator Charles Ferdinand de Macar en Henriette Meeûs.
Hij was een neef van graaf Ferdinand Meeûs, bankier, gouverneur van de Generale Maatschappij van België, lid van het Nationaal Congres en volksvertegenwoordiger, en een oom van baron Paul de Moffarts, provincieraadslid van Luxemburg en senator.
Hij trouwde in 1849 in Luik met Delphine de Potesta (1828-1899), dochter van Charles de Potesta, burgemeester van Engis. Ze kregen twee zoons en drie dochters, waarvan er nageslacht is tot op heden.
In 1881 verkreeg hij uitbreiding van zijn baronstitel tot al zijn nakomelingen.

### Loopbaan
Als doctor in de rechten werd de Macar van 1863 tot 1892 liberaal volksvertegenwoordiger voor het arrondissement Hoei. Hij was daarnaast ook gemeenteraadslid en burgemeester van Hermalle-sous-Huy. Beroepshalve was hij industrieel en beheerder van vennootschappen. Hij was onder meer beheerder van de Société de la Nouvelle Montagne en van verschillende koolmijnen.
In 1886 werd hij effectief lid van de Raad van Adel en werd er in 1900 voorzitter van. In 1910 nam hij ontslag uit de Raad.